# Schloss Excideuil

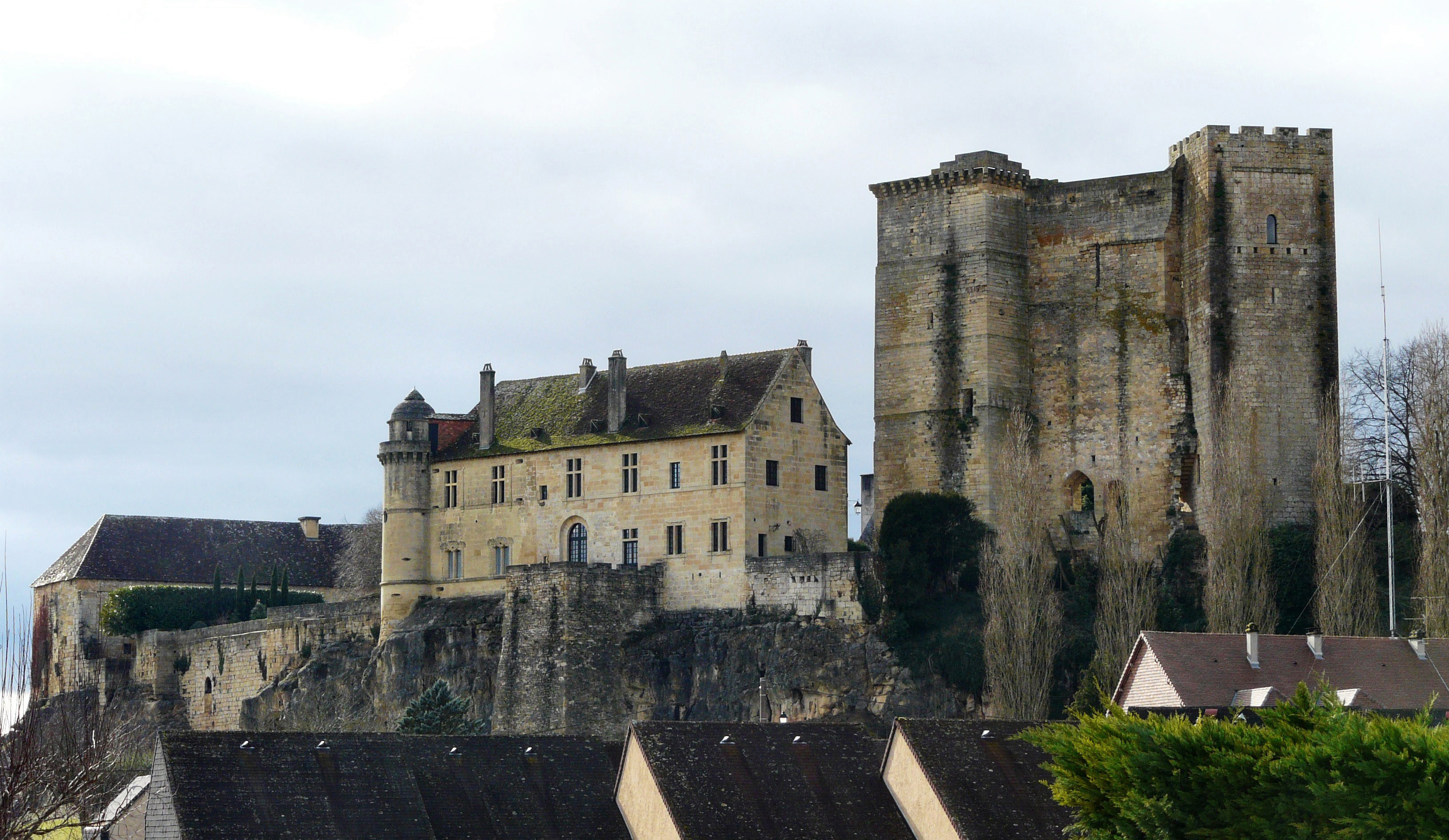
Schloss Excideuil, Ansicht von Nordosten

Das Schloss Excideuil (französisch Château d’Excideuil) ist eine französische Schlossanlage in der Dordogne. Sie steht auf einem flachen Felsplateau am südlichen Rand der Gemeinde Excideuil, die in der Region Nouvelle-Aquitaine liegt. Die Anlage war im 12. bis 14. Jahrhundert der Hauptsitz der Vizegrafen von Limoges und steht in ihrer Gesamtheit als Monument historique (classé) seit dem 11. Juli 2014 unter Denkmalschutz. Als Besonderheit besitzt sie einen der seltenen Doppel-Donjons.
Ihre Wurzeln liegen in einer befestigten Anlage des 11. Jahrhunderts, welche die Straße zwischen Limoges und Périgueux überwachen sollte. In Auseinandersetzungen während des Mittelalters wurde die Burg diverse Male belagert, eingenommen und zurückerobert. Durch Heirat kam sie in den Besitz der Familie Albret, die mit Heinrich IV. ab 1589 den französischen König stellte. Er verkaufte die Burg an die Grafen Pérusse des Cars, die sie zu einem Schloss aus- und umbauten. Von ihnen gelangte es – ebenfalls durch Heirat – Ende des 16. Jahrhunderts an die Fürsten von Chalais, deren Eigentum sie bis in das 19. Jahrhundert blieb. Durch testamentarische Verfügung der Stadt Chalais übereignet, wurde die Anlage in zwei Bereiche geteilt und 1950 verkauft. Im letzten Viertel des 20. Jahrhunderts ließen die damaligen Eigentümer des Nordteils Restaurierungsarbeiten an der stark heruntergekommenen Bausubstanz vornehmen, Ende des 20. Jahrhunderts folgte der Wiederaufbau der Wirtschaftsgebäude im Südteil durch die Gemeinde Excideuil.

## Geschichte
Schon im 11. und 12. Jahrhundert war der heutige Schlossplatz von den Vizegrafen von Limoges durch Mauern und einen Donjon befestigt worden, denn seine strategisch günstige Lage erlaubt es, die Straße zwischen Limoges und Périgueux zu überwachen. Die Anlage wurde urkundlich erstmals im Rahmen einer Schenkung des Vizegrafen Adémar III. an die Abtei Uzerche um 1100 erwähnt. Im Konflikt der regionalen Ritterschaft mit den Herzögen von Aquitanien aus dem Haus Plantagenet, die seit 1152 im Besitz der Region waren, wurde die damalige Burg mehrmals belagert. Im April und Juni des Jahres 1182 sowie 1184 versuchten Soldaten Richard Löwenherzʼ vergeblich, die Anlage einzunehmen. Als Vizegraf Adémar V. 1199 auf die Seite des englischen Königs gewechselt war, nahm Johann Ohneland im Gegenzug Excideuil und einige andere Burgen der Vizegrafen ein. Erst um das Jahr 1211 gelang es Adémars Sohn Guido V., wieder in den Besitz der Wehranlagen zu kommen. Unter ihm oder seinem Nachfolger Guido VI. wurde die Burg Excideuil Mitte des 13. Jahrhunderts erneuert und weiter verstärkt. Guidos Erbtochter Marie heiratete den späteren Herzog der Bretagne, Arthur II., und brachte Excideuil an dessen Familie, deren Besitz sie bis zur Mitte des 15. Jahrhunderts blieb.
Im Hundertjährigen Krieg konnten englischen Truppen die Burg nach einem ersten erfolglosen Angriff im Jahr 1346 schließlich 1351 erobern. Zwar gelangte sie 1356 wieder in französische Hände, musste aber nach dem Frieden von Brétigny wieder den Engländern übergeben werden, ehe Bertrand du Guesclin die Anlage 1370 ein weiteres Mal für die Franzosen zurückeroberte. Ein letzter Angriff englischer Truppen 1419/1420 blieb erfolglos.
Durch die Heirat der Françoise de Bretagne mit Alain dʼAlbret gelangte die Burg an dessen Familie. Während der französischen Hugenottenkriege gehörte die Anlage Jeanne dʼAlbret und damit zur katholischen Seite. Im Herbst 1574 konnten protestantische Truppen sie erobern, doch schon im Jahr darauf verloren sie die Anlage wieder. Jeannes Erbe war ihr Sohn, der 1589 als Heinrich IV. den französischen Thron bestieg. Am 23. März 1582 verkaufte er Burg und Kastellanei Excideuil für 150.000 Livres an den Grafen François de Pérusse des Cars. Dieser ließ die nüchterne Militäranlage bis 1587 in ein prächtiges Renaissanceschloss umbauen. Eine Tochter des gräflichen Hauses heiratete 1587 Daniel deTalleyrand, Fürst von Chalais, und brachte das Schloss mit in die Ehe. Für den neuen Schlossherrn wurde Excideuil 1613 zum Marquisat erhoben. Allerdings lebte seine Familie mehrheitlich in Paris, wo der Königshof verweilte, und so begann der allmähliche Niedergang der Anlage. Wertvolle Ausstattungsstücke und das Mobiliar ließen die Eigentümer in ihr Schloss Chalais bringen, die Gebäude aber wurden vernachlässigt und verfielen allmählich.
Die Familie Talleyrand-Périgord behielt das Schloss bis 1883. In jenem Jahr vermachte Hélie Roger de Talleyrand-Périgord die heruntergekommene Anlage testamentarisch der Stadt Chalais. Sie teilte die Anlage in zwei Teile und verkaufte den nördlichen Part im Jahr 1950. Die späteren Eigentümer aus der Familie Naudet unternahmen im letzten Viertel des 20. Jahrhunderts umfangreiche Sanierungsarbeiten an den Schlossgebäuden. Dabei wurde die Nordfassade des Renaissancewohnbaus wiederaufgebaut und die obere Partie des Doppel-Donjons instand gesetzt. Ende des 20. Jahrhunderts ließ die Gemeinde Excideuil als Eigentümerin des südlichen Schlossteils die dortigen Wirtschaftsgebäude restaurieren und das 1973 durch einen Brand zerstörte Dach des Torbaus wiederherstellen.
Der südliche Bereich mit den Wirtschaftsgebäuden ist ganzjährig für Besucher geöffnet. Der Nordteil und die Schlosskapelle sind hingegen nur während der Sommerferien und dem französischen Tag des offenen Denkmals (französisch Journée du Patrimoine) zugänglich.

## Beschreibung
Die Burg steht auf einem Felsplateau mit ovalen Grundriss und rund 100 Meter Breite sowie 150 Meter Länge. Der Zugang erfolgt von Westen über einen Vorhof, der durch ein Rundbogentor mit den Resten zweier flankierender rustizierter Halbsäulen betreten werden kann. Von dort führt ein bewehrter Torbau aus dem 14./15. Jahrhundert in den Schlosshof. Sein heutiges Aussehen erhielt es Ende des 16. Jahrhunderts nach Plänen des Architekten Nicolas Rambourg, der später für den Umbau des Schlosses Hautefort verantwortlich war. Früher war er nur über eine Zugbrücke erreichbar, deren Balkenlöcher heute noch zwischen zwei Tourellen an der Außenseite sichtbar sind.
Dem Tor schließt sich südlich eine Folge von Gebäuden aus dem 15. und 16. Jahrhundert an, deren heutiges Aussehen aber durch Arbeiten vom Ende des 20. Jahrhunderts bestimmt wird. Sie dienten früher zu Wirtschaftszwecken. An der Ostseite der Schlossanlage steht der einzige Flügel, der von dem Renaissancewohnbau des 16. Jahrhunderts heute noch übrig ist. In seinem Erdgeschoss befand sich früher die Schlosskapelle. An seiner Südost-Ecke steht ein runder Treppenturm, der von einem Steindach in Form einer Kuppel abgeschlossen ist.
Der nördlichste Bau des Schlosses ist der Doppel-Donjon, der zugleich die älteste Bausubstanz der Anlage ist. Er besteht aus zwei viereckigen, romanischen Wehrtürmen aus dem 12. und 13. Jahrhundert, die durch eine 25 Meter hohe Kurtine miteinander verbunden sind. Diese war ursprünglich die Westseite eines mittelalterlichen Wohnbaus. Der quadratische Nordturm ist etwas schlanker als sein südliches Pendant. Er hat eine Kantenlänge von 8,20 Metern bei einer Höhe von 27 Metern, die vier Geschosse umfasst. Der Hocheingang liegt auf 5,20 Meter Höhe. Der Südturm ist mit 9,60 Meter Kantenlänge wuchtiger als der nördliche Donjon, besitzt aber den gleichen Aufbau, so zum Beispiel vier Geschosse, einen Hocheingang im ersten Geschoss und Treppen in der Mauerstärke.

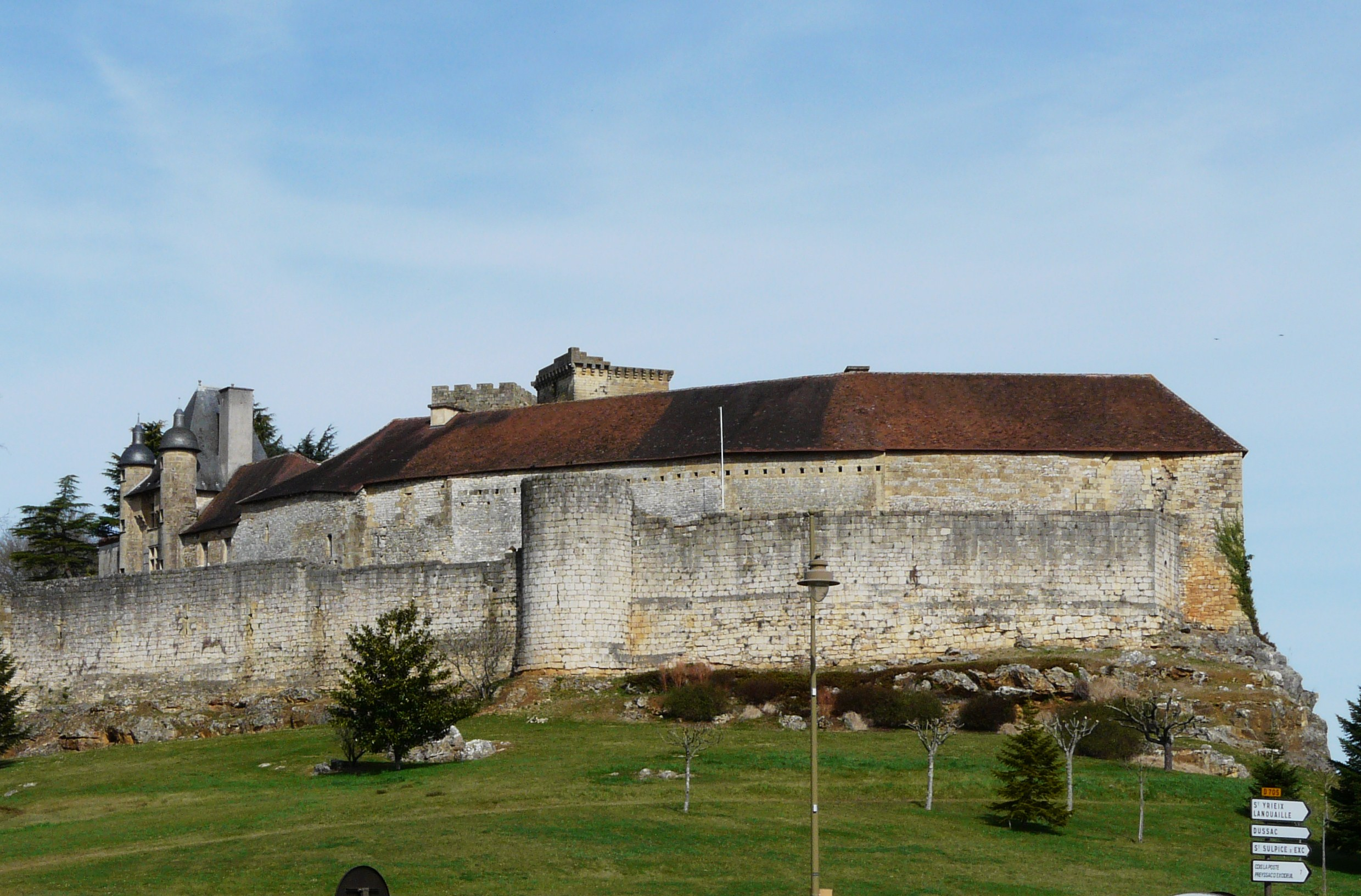
Ansicht von Südwesten; links: Torbau, Mitte: ehemalige Wirtschaftsgebäude
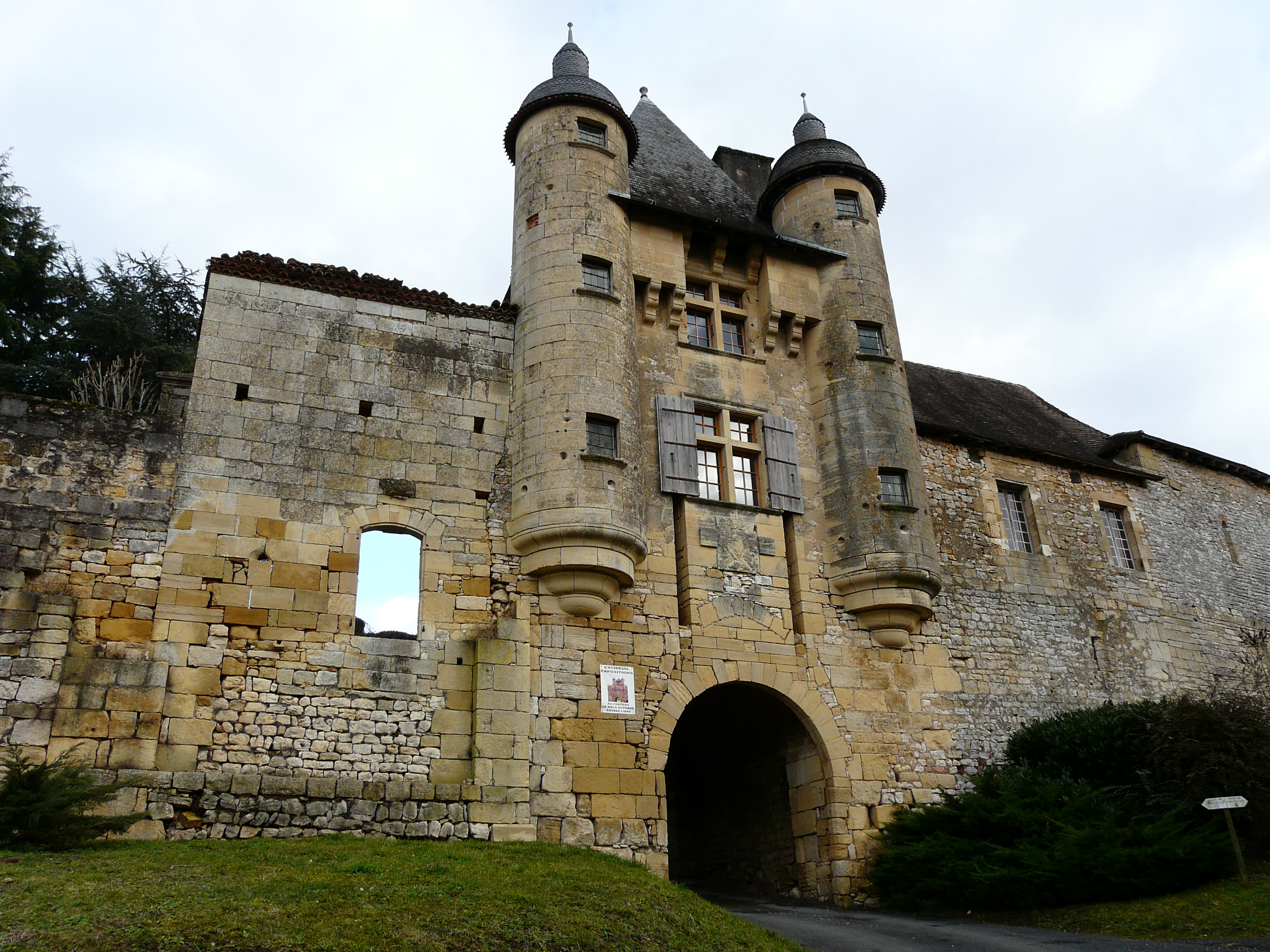
Torbau des Schlosses
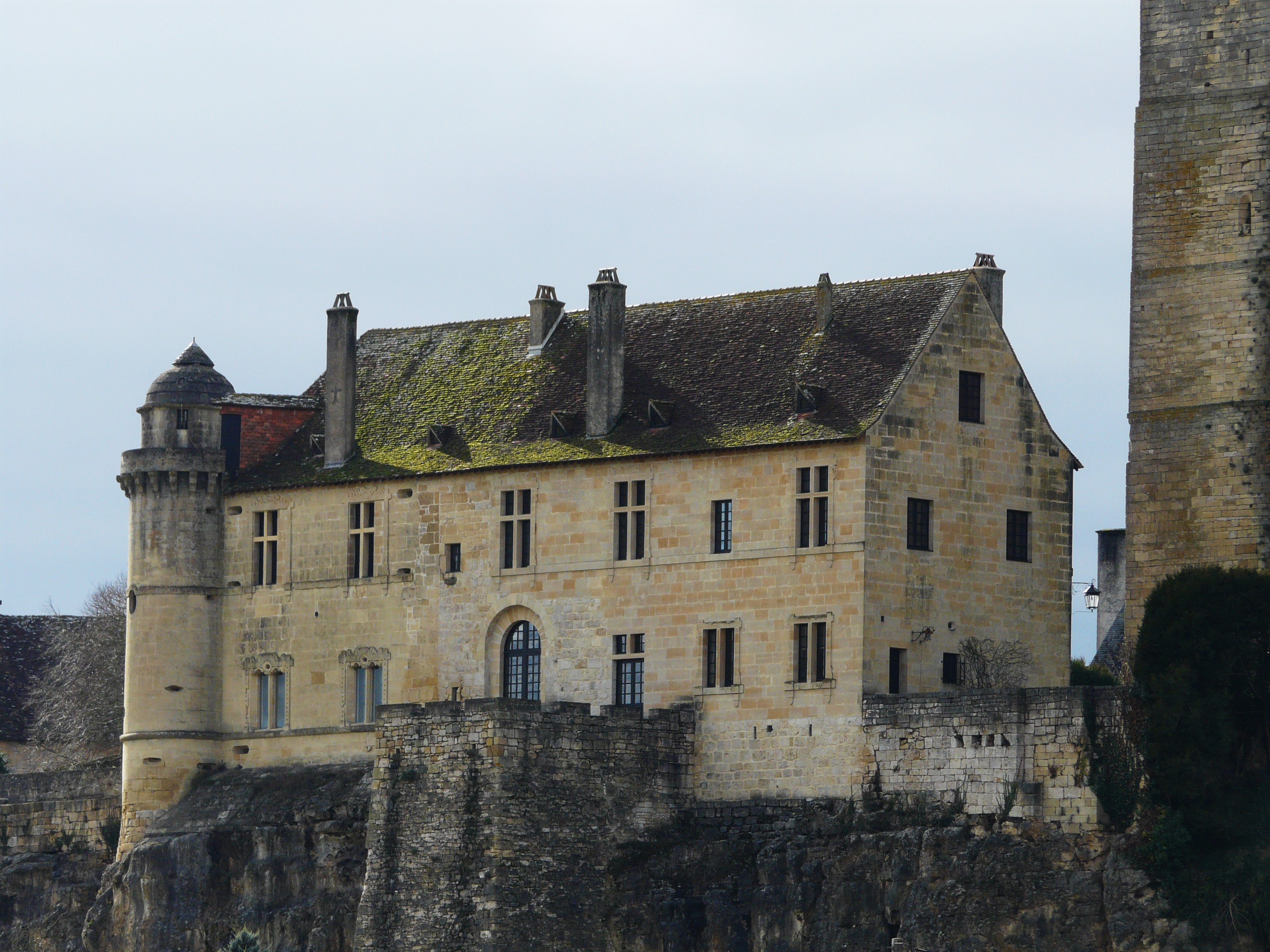
Südflügel des Renaissancewohnbaus
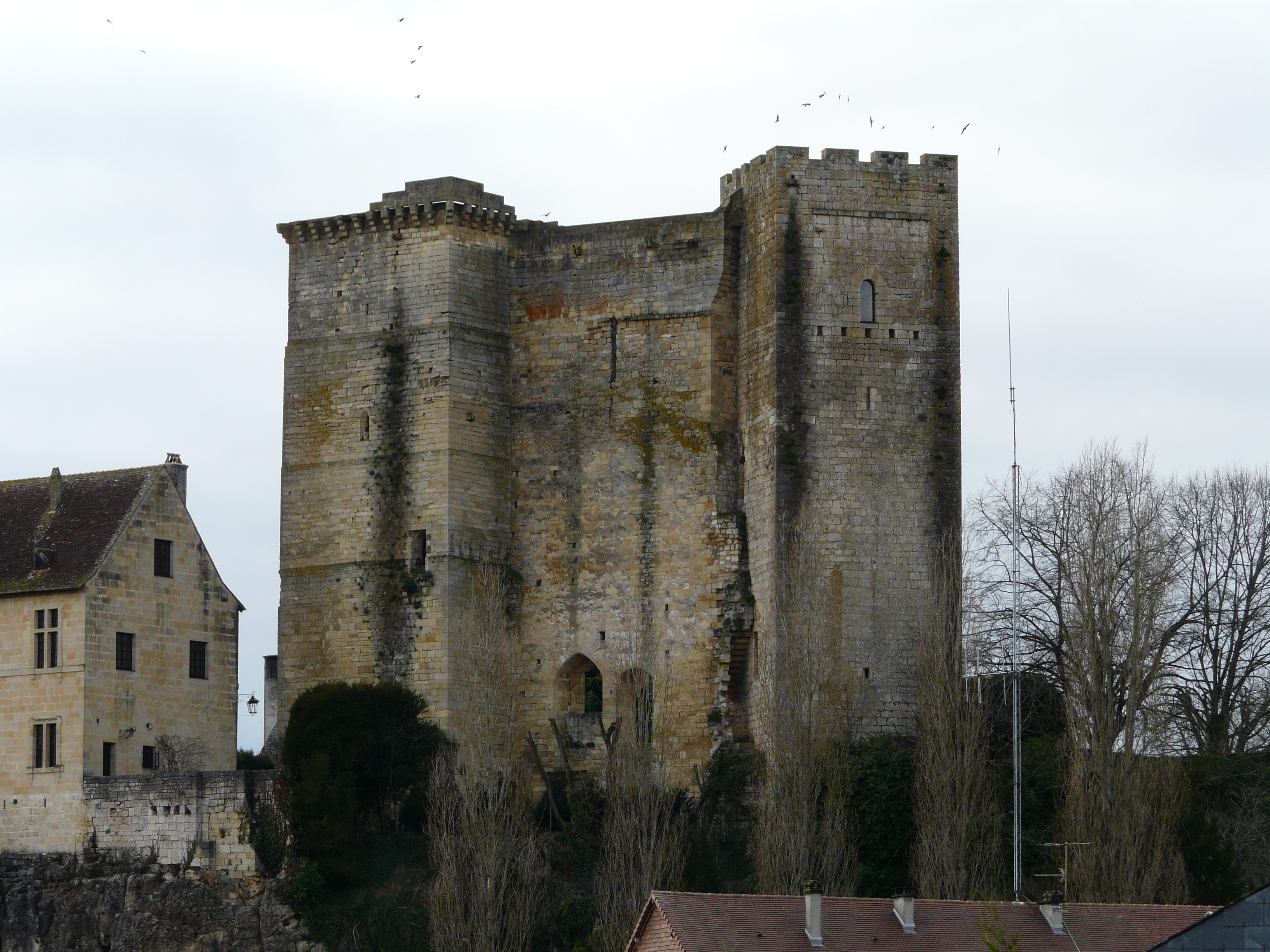
Der Doppel-Donjon von Nordosten gesehen